# ギデオン・ラフ
ギデオン・ラフ（Gideon Raff, 1973年 - ）は、イスラエルの映画及びテレビの監督・脚本家である。2010年にテレビシリーズ『Prisoners of War』を手がけたことで知られ、さらに同作はアメリカ合衆国で『HOMELAND』としてリメイクされ、プライムタイム・エミー賞を獲得した。

## 生い立ち
エルサレムで生まれる。父親はイスラエル財務省の会計士である。2歳から6歳の頃にはイスラエル大使館の経済顧問であった父と共にワシントンD.C.に住んでいた。
イスラエル国防軍で落下傘兵として3年間務めた後はテルアビブ大学で映画の学位を取得した。その後はIT業界で働いた。イスラエルの新聞『マアリヴ』では週刊コラムを書き、それらは後に『Diary of a Start-Upper On The Way To Mecca』（2001年）にまとめられた。

## キャリア
ロサンゼルスに移り、2003年にラフはアメリカン・フィルム・インスティチュートの大学院で監督の学位を得た。卒業制作である短編映画『The Babysitter』はトライベッカ映画祭で初演された。これを見たダグ・リーマンは『Mr.&Mrs. スミス』を監督する際にラフをアシスタントとして雇った。
2007年にサイコスリラー『ブラックカーテン』でフィーチャー映画の監督デビューを果たす。同作では製作総指揮としてリーマンとアヴィ・アラッドが参加している。2008年には2作目となるホラー映画『テラー トレイン』が公開された。
2009年、テレビシリーズ『Prisoners of War』の製作のためにイスラエルに戻る。撮影は2009年8月より始まり、2010年春よりイスラエルで放送された。シリーズはイスラエル史上最高の視聴率となり、数々の賞を獲得した。
『Prisoners of War』の撮影の前の段階でリメイク権を20世紀フォックステレビジョンが購入した。シリーズは『24 -TWENTY FOUR-』のプロデューサーであるハワード・ゴードンとアレックス・ガンサにより『HOMELAND』としてリメイクされ、2011年秋よりショウタイムで放送が開始された。ラフは第1話「英雄の帰還」を共同執筆し、また製作総指揮としてクレジットされている。
2011年にラフは『Prisoners of War』の第2シーズンの製作のためにイスラエルに戻った。

## 私生活
2009年にイスラエルに戻り、テルアビブでパートナーと共に暮らしている。
動物の権利の活動家である。以前よりベジタリアンであったが、2007年にヴィーガンとなった。2012年にPETAのキャンペーンの一環として、アメリカ合衆国国防長官のレオン・パネッタとイギリス国防省に対し、軍の医療で生きた動物を使うことついての抗議文章を送った。

## フィルモグラフィ

### 映画
- The Babysitter（2003年）
- ブラックカーテン（2007年）
- テラー トレイン（2008年）

### テレビ
- Prisoners of War（2010年 - 2012年）
- HOMELAND（2011年 - ）
- Tyrant（2014年 - ）
- HEROES REBORN/ヒーローズ・リボーン（2015年）